# 索利加利奇
59°05′N 42°17′E / 59.083°N 42.283°E
索利加利奇 （俄语：Солига́лич，意思是「加利奇的鹽」）是俄羅斯科斯特羅馬州西北部的一個城市，位於科斯特羅馬河畔，距科斯特羅馬東北216公里。2002年人口19,151人。
1335年首見於文獻，1778年設市。